# Miki Miyamura
Miki Miyamura (jap. 宮村美紀 Miyamura Miki; ur. 4 listopada 1985) – japońska tenisistka, medalistka Letniej Uniwersjady 2009.
W 2009 roku podczas Letniej Uniwersjady 2009 w Belgradzie razem z Shūko Aoyamą zdobyły brązowy medal w konkurencji gry podwójnej.
W 2003 roku po raz pierwszy zagrała w turnieju głównym rozgrywek singlowych cyklu ITF – w Sutamie przegrała w pierwszej rundzie z Dianą Julianto 0:6, 5:7.
W przeciągu kariery wygrała trzy turnieje w grze pojedynczej i dziewiętnaście w grze podwójnej rangi ITF.
W sezonie 2014 zadebiutowała w rozgrywkach wielkoszlemowych – rywalizowała w zawodach gry podwójnej na kortach Australian Open, jednak przegrała w swoim pierwszym meczu.

## Wygrane turnieje rangi ITF
| turnieje z pulą nagród 100 000 $ |
| turnieje z pulą nagród 75 000 $  |
| turnieje z pulą nagród 50 000 $  |
| turnieje z pulą nagród 25 000 $  |
| turnieje z pulą nagród 15 000 $  |
| turnieje z pulą nagród 10 000 $  |

### Gra pojedyncza
|    | Data       | Turniej | Pula   | Naw.    | Finalistka            | Wynik    |
| 1. | 22/06/2008 | Sutama  | 10 000 | ceglana | Maki Arai             | 6:3, 6:3 |
| 2. | 17/10/2009 | Pune    | 10 000 | twarda  | Elodie Rogge-Dietrich | 6:3, 6:3 |
| 3. | 21/03/2015 | Kofu    | 10 000 | twarda  | Aiko Yoshitomi        | 6:4, 6:2 |
| 4. | 11/09/2016 | Kyoto   | 10 000 | twarda  | Haruna Arakawa        | 6:1, 6:4 |

### Gra podwójna
|     | Data       | Turniej            | Pula   | Naw.          | Partnerka               | Finalistki                                | Wynik             |
| 1.  | 03/09/2006 | Saitama            | 10 000 | twarda        | Cho Eun-hye             | Reina Ishihara Kana Okawa                 | 6:1, 1:6, 7:6(6)  |
| 2.  | 06/04/2008 | Ciudad Obregón     | 10 000 | twarda        | Anne Yelsey             | Ana Clara Duarte Fernanda Hermenegildo    | 6:0, 6:1          |
| 3.  | 09/05/2008 | Thiruvananthapuram | 10 000 | ceglana       | Yu Min-hwa              | Magda Okruaszwili Poojashree Venkatesha   | 7:6(6), 6:2       |
| 4.  | 15/06/2008 | Tokio              | 10 000 | twarda        | Maya Kato               | Liu Wanting Zhao Yijing                   | 6:4, 6:2          |
| 5.  | 18/09/2009 | Nowe Delhi         | 10 000 | twarda        | Moe Kawatoko            | Chae Kyung-yee Shin Jung-yoon             | 2:6, 6:2, 10–6    |
| 6.  | 26/09/2009 | Dehradun           | 10 000 | twarda        | Moe Kawatoko            | Keren Schlomo Poojashree Venkatesha       | 6:1, 6:3          |
| 7.  | 11/10/2009 | Noida              | 10 000 | twarda        | Moe Kawatoko            | Sanaa Bhambri Poojashree Venkatesha       | 6:1, 4:6, 10–5    |
| 8.  | 17/10/2009 | Pune               | 10 000 | twarda        | Moe Kawatoko            | Sanaa Bhambri Rushmi Chakravarthi         | 6:0, 6:3          |
| 9.  | 25/04/2010 | Mie                | 10 000 | dywanowa      | Yurina Koshino          | Miyabi Inoue Aiko Yoshitomi               | 6:4, 7:6(7)       |
| 10. | 02/05/2010 | Ipswich            | 25 000 | ceglana       | Moe Kawatoko            | Isabella Holland Sally Peers              | 6:4, 4:6, 10–5    |
| 11. | 26/06/2011 | Tarakan            | 10 000 | twarda (hala) | Moe Kawatoko            | Jessy Rompies Grace Sari Ysidoria         | 6:2, 7:5          |
| 12. | 28/10/2012 | Hamamatsu          | 25 000 | trawiasta     | Shūko Aoyama            | Monique Adamczak Alexa Glatch             | 3:6, 6:4, 10–6    |
| 13. | 26/04/2013 | Wenshan            | 50 000 | twarda        | Varatchaya Wongteanchai | Rika Fujiwara Junri Namigata              | 7:5, 6:3          |
| 14. | 14/09/2013 | Incheon            | 25 000 | twarda        | Akiko Ōmae              | Nicha Lertpitaksinchai Peangtarn Plipuech | 6:4, 6:7(6), 11–9 |
| 15. | 23/02/2014 | Salisbury          | 15 000 | twarda        | Misa Eguchi             | Jang Su-jeong Lee So-ra                   | 6:2, 6:2          |